# Sherwood Egbert
Sherwood Harry Egbert (Easton, 24 luglio 1920 – 1969) è stato un imprenditore statunitense. È stato un marine dell'esercito degli Stati Uniti, e fu presidente della Studebaker-Packard Corporation e della Studebaker dal 1961 al 1963. Proveniva dalla McCulloch Motors Corporation, senza nessuna esperienza nell'industria automobilistica .
Alla Studebaker sostituì Harold E. Churchill con una lettera d'intenti che premeva sul progressivo distaccamento dalla produzione automobilistica, che avrebbe dovuto assorbire il disavanzo economico della Casa automobilistica di South Bend (94 milioni di dollari), fondendosi con Compagnie con i conti in ordine. Il proposito per la contrazione della produzione automobilistica non ebbe seguito, incoraggiato dai resoconti delle proiezioni future del mercato automobilistico statunitense, che erano potenzialmente positive per le piccole aziende automobiliste. Incominciò subito a lavorare sull'Avanti, il modello di punta sportivo della Studebaker. Basata sul telaio e sul gruppo motore-cambio della Lark, la Avanti aveva una carrozzeria spiovente in fibra di vetro, progettata da un gruppo di tecnici guidati da Raymond Loewy. Il modello rimase in produzione fino alla primavera del 1962, tempo insufficiente per organizzare la fabbricazione e la distribuzione, a dispetto degli ordini ricevuti.
Per rivedere l'obsoleta linea di produzione della Studebaker, Egbert assunse Brooks Stevens con l'intento di realizzare importanti modifiche con pochi fondi; Stevens più tardi ammise che con 7 milioni di dollari per riprogettare nel 1962 la Lark e la Hawk era “appena sufficiente per fabbricare la maniglia di una porta di una Plymouth... ma Sherwood non era un uomo del mondo delle automobili e non sapeva che ciò era impossibile”.
Queste manovre alla Studebaker non ricevettero l'apprezzamento dei componenti del consiglio di amministrazione, che assunsero Egbert per chiudere la produzione automobilistica. I contrasti finirono con la scoperta della malattia di Egbert, un tumore che gli fu diagnosticato nel 1962; dopo l'operazione ed il lento recupero fu estromesso dagli affari della Casa automobilistica di South Bend nel novembre del 1963. La Studebaker chiuse gli stabilimenti statunitensi pochi mesi dopo. La produzione fu spostata agli impianti canadesi, dove la Studebaker continuò a fabbricare automobili fino al marzo del 1966, data della chiusura definitiva. Egbert morì nel 1969 a 49 anni.